# The Shizit
I The Shizit sono stati un gruppo musicale digital hardcore statunitense, formato a Seattle da J.P. Anderson e Brian Shrader nel 1999. La loro musica risente di influenze che spaziano dalla musica gabber, al breakbeat, alla drum and bass, all'hardcore techno, all'hardcore punk ed è caratterizzata da chitarre con sonorità heavy metal e affiancata da testi fortemente politicizzati.

## Storia del gruppo
Dopo aver pubblicato due album su mp3.com, il gruppo acquisisce una certa notorietà nella scena underground. Nel 2001 iniziano a lavorare sulla terza pubblicazione, Soundtrack for the Revolution; l'album è pubblicato dall'etichetta indipendente canadese E115 Records alla fine dello stesso anno ed alcune delle tracce contenute vengono incluse nella compilation di Alec Empire Don't Fuck With US. La band accompagna lo stesso fondatore degli Atari Teenage Riot nel suo tour europeo, con l'ausilio anche del turntablist Jason Alberts. Nel 2003 la formazione annuncia il proprio scioglimento a causa di dispute personali tra Anderson e Shrader. La D-Trash Records pubblica un album postumo, contenente remix di vari artisti di Soundtrack for the Revolution, con il titolo Remixed for the Revolution.
Anderson è attualmente impegnato nel suo nuovo gruppo, i Rabbit Junk. Nel 2009 ha pubblicato un album eponimo sotto il nome The Shizit in violazione del contratto con Shrader, ma dopo essere stato invitato a desistere, il progetto è stato rinominato in The Named.

## Formazione
- J.P. Anderson - canto, chitarra, programmazione
- Brian Shrader - chitarre, voce secondaria, campionamento

## Discografia

### Album di studio
- 1999 - Evil Inside (autoprodotto)
- 2000 - Script Kiddie (autoprodotto)
- 2001 - Soundtrack for the Revolution (E115)

### Album dal vivo
- 2008 - Live at Club Spirit

### Raccolte
- 2004 - Remixed for the Revolution (D-Trash)

### Apparizioni in compilation
- 2002 - Gak Bitch in White Noise Underground Compilation (Hardcore Elite)
- 2002 - Just One Fix in Taste of Sin Compilation (Cleopatra Records)
- 2002 - Don't Fuck With Us (3 CD, Digital Hardcore)